# Trachee (Wirbellose)

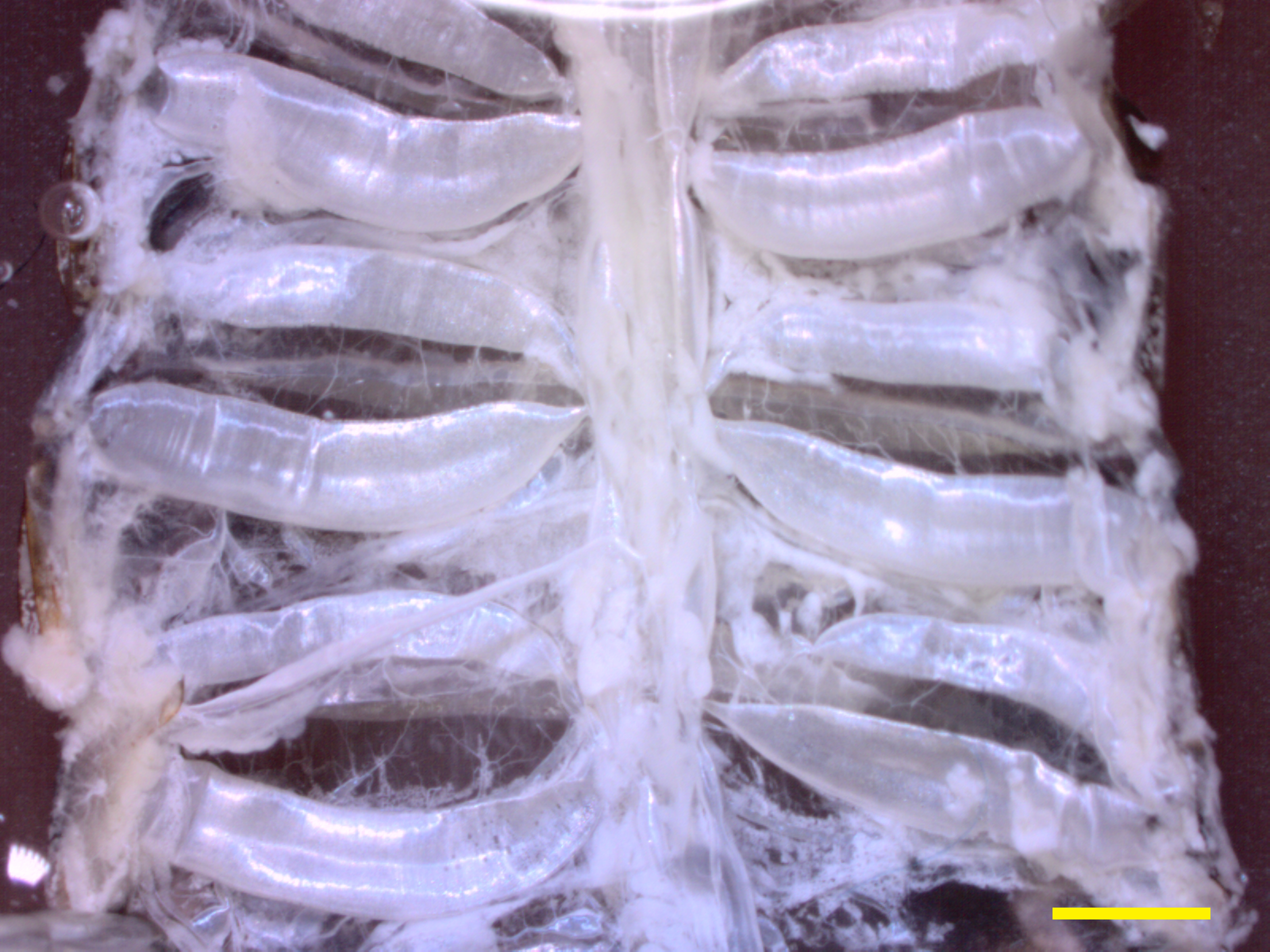
Tracheen einer Küchenschabe. Die Präparation findet meist unter Wasser statt, wodurch die mit Luft gefüllten Tracheen silbrig glänzend erscheinen

Tracheen (Singular: Trachee oder Trachea) sind verzweigte Kanäle zur Versorgung der Gewebe eines Tieres mit Luft. Sie sind charakteristisch für die Gliederfüßer (Arthropoda) und namensgebend für die Tracheentiere (Tracheata). Im Laufe der Evolution sind sie wahrscheinlich mehrmals unabhängig aus dünnen Hautstellen entstanden und haben so den Luftaustausch über die Körperoberfläche ergänzt oder ersetzt. Die an der Körperoberfläche liegenden Öffnungen des Tracheensystems werden als Stigmen (auch Stigmata, Einzahl: Stigma) bezeichnet. 
Die Effizienz der Atmung über ein Tracheensystem wird durch die Diffusionsgeschwindigkeit des Sauerstoffs bestimmt, was ein Grund für die relativ geringe Größe tracheenatmender Tiere ist. Zusätzlich spielt dabei die Kompression und Entspannung der Tracheenwände eine Rolle, die durch Körperbewegungen ausgelöst werden.
Tracheen übernehmen nicht nur den Gasaustausch, sondern beim Transport von Sauerstoff ins Gewebe und dem Abtransport von Kohlendioxid auch die Rolle, die bei Wirbeltieren die Körperflüssigkeiten übernehmen. Zudem sind am Tracheensystem häufig die Gewebe fixiert, so dass es deren Position im Körper bestimmt und so einen Teil der Rolle erfüllt, die in Wirbeltieren das Skelettsystem übernimmt.
Körperflüssigkeit mit Sauerstofftransportfunktion (Lymphflüssigkeit oder Blut mit Hämocyanin oder Hämoglobin) spielt bei der Gasversorgung über Tracheen meist nur eine geringe Rolle, kann aber bei der Feinverteilung im Gewebe oder zur Sauerstoffspeicherung bei in sauerstoffarmen Gewässern lebenden Tieren dienen.

## Vorkommen und Anatomie

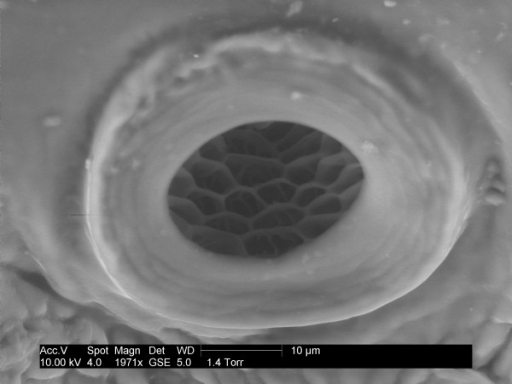
Elektronenmikroskopische Aufnahme des Stigmas einer Kopflaus

Tracheen sind als Einstülpungen der Haut der Tracheentiere von einer Cuticula aus Chitin ausgekleidet. Diese ist meist nur sehr dünn ausgebildet, um die Luftaufnahme ins Gewebe zu erleichtern, und weist zur Stabilisierung häufig ring- oder spiralfederartige Verdickungen (Taenidien, Einzahl: Taenidium) auf. Vom Hauptast der Trachee können sekundäre und tertiäre Äste abzweigen. Die dünnsten Verzweigungen (Tracheolen) bilden ein feines Geflecht an den inneren Organen und Muskeln und versorgen fast jede Körperzelle. Sie sind meist von sternförmigen Tracheenendzellen umgeben.
Reguliert werden kann die Tracheenatmung über Druckveränderungen der Hämolymphe, die die Öffnungsweite der Tracheen beeinflussen. Zudem können die Enden der Tracheolen mehr oder weniger stark mit Flüssigkeit gefüllt werden.
Lange Zeit unterschätzt worden ist der aktive Luftaustausch im Tracheensystem, das selbst bei sehr kleinen Tieren nicht auf Diffusionsvorgängen allein beruht. Untersuchungen mittels Röntgen-Phasenkontrast mit Synchrotron-Strahlungsquellen haben entsprechende Bewegungen der Tracheen im Inneren von Insektenkörpern am lebenden Tier nachweisen können. Bei einer Laufkäfer-Art wurde eine Atembewegung durch Kompression und Entspannung der Tracheenwände mit einer Frequenz von 0,5 Hz nachgewiesen, bei der jeweils ein Drittel bis zur Hälfte der Luft ausgetauscht wurde. Von besonderer Bedeutung ist bei vielen Insekten Autoventilation, d. h. Luftaustausch im Tracheenvolumen durch Körperbewegungen, etwa beim Laufen oder Fliegen. Bei größeren Tieren kann zusätzlich eine Luftventilation innerhalb des Systems durch blasebalgartig funktionierende Luftsäcke erreicht werden.
Bei den Tracheentieren (Tracheata), zu denen die Tausendfüßer (Myriapoda) und die Sechsfüßer (Hexapoda) inklusive der Insekten gehören, sind die Tracheen ursprünglich paarig in jedem Segment angelegt. Häufig sind allerdings die Tracheen eines Segments untereinander sowie die Tracheen verschiedener Segmente miteinander durch Quer- und Längskanäle verbunden, so dass zum Beispiel bei den Fluginsekten (Pterygota) ein zusammenhängendes Netzwerk entsteht. Zusätzlich können innerhalb des Systems Luftsäcke ausgebildet sein. Die Stigmen tragen häufig komplizierte Reusensysteme, um ein Eindringen von Fremdkörpern zu verhindern oder um das System verschließen zu können. Bei Tieren mit vollständig verbundenen Tracheensystemen sind die Stigmen häufig auf ein bis zwei Paare am Vorder- oder Hinterende reduziert.
Bei Spinnentieren (Arachnida) entspringen die Tracheen an Einstülpungen oder Muskelansätzen oder in ein oder zwei Paaren in den Atemhöhlen der Buchlungen. Allerdings weisen viele Spinnentiere, insbesondere Webspinnen mit gut entwickelten Buchlungen, keine oder nur schwach ausgebildete Tracheen auf. Bei Stummelfüßern (Onychophora) entspringen die unverzweigten Tracheen an über die Körperoberfläche unregelmäßig verstreuten Stigmen. Hier findet der Luftaustausch zu großen Teilen über die Körperoberfläche statt.
Im Wasser lebende Gliederfüßer können Tracheen zur Luftatmung besitzen, wobei häufig das Stigmenpaar am Hinterende zur Aufnahme von Atemluft an der Wasseroberfläche genutzt wird. Einige im Wasser lebende Larven von Insekten wie Libellen oder Eintagsfliegen bilden Tracheenkiemen aus, bei denen das Tracheensystem keine Stigmen aufweist und Luft über bewegliche Kiemensysteme, die von Tracheen durchzogen sind, direkt aus dem Wasser aufnimmt.